# Alphonse Irjud
Alphonse Irjud, né le 23 septembre 1919 à Ammerschwihr et mort le 11 novembre 2016 à Strasbourg,, est un journaliste et universitaire français.

## Biographie
Résistant FFI, il est en 1944 chef-adjoint des Forces françaises de l’intérieur en Auvergne-Bourbonnais – Alphonse Irjud est à la fois acteur et témoin de la libération de Strasbourg.
Alphonse Irjud est rédacteur en chef du Nouvel Alsacien de 1945 à 1969.
Professeur des Universités, il dirige le Centre universitaire d'enseignement du journalisme (CUEJ) de Strasbourg de 1969 à 1986.
En 1993, Alphonse Irjud reçoit le prix du Club de la Presse de Strasbourg-Europe.

## Sélection de publications
- « La Résistance alsacienne », in Saisons d'Alsace, no 124, 1944, p. 79-90
- « La germanisation des noms en Alsace, entre 1940 et 1944 », in Revue d'Alsace, vol. 113, 1987, p. 239-261
- « Une curieuse chasse au trésor. La récupération des biens culturels », in Saisons d'Alsace, no 114, 1991-92, p. 79-94
- « Les ralliés au Nazisme », in Saisons d'Alsace, 1993, p. 137
- La libération de Strasbourg, (en collaboration avec Jacques Granier et Georges Foessel, préface de Catherine Trautmann), La Nuée Bleue, 1994
- L'Alsace sous la domination nazie : Les débuts de la germanisation et l'attitude du Gouvernement de Vichy, APHG, 1995
- « 1940-1944 : la cathédrale désaffectée », in Bulletin de la cathédrale de Strasbourg XXII, 1996, p. 35-42